# The Glenlivet
Glenlivet ist eine Whiskybrennerei nahe Ballindalloch, Moray, Schottland. Die Brennereigebäude sind in den schottischen Denkmallisten in die Kategorie B einsortiert.

## Geschichte

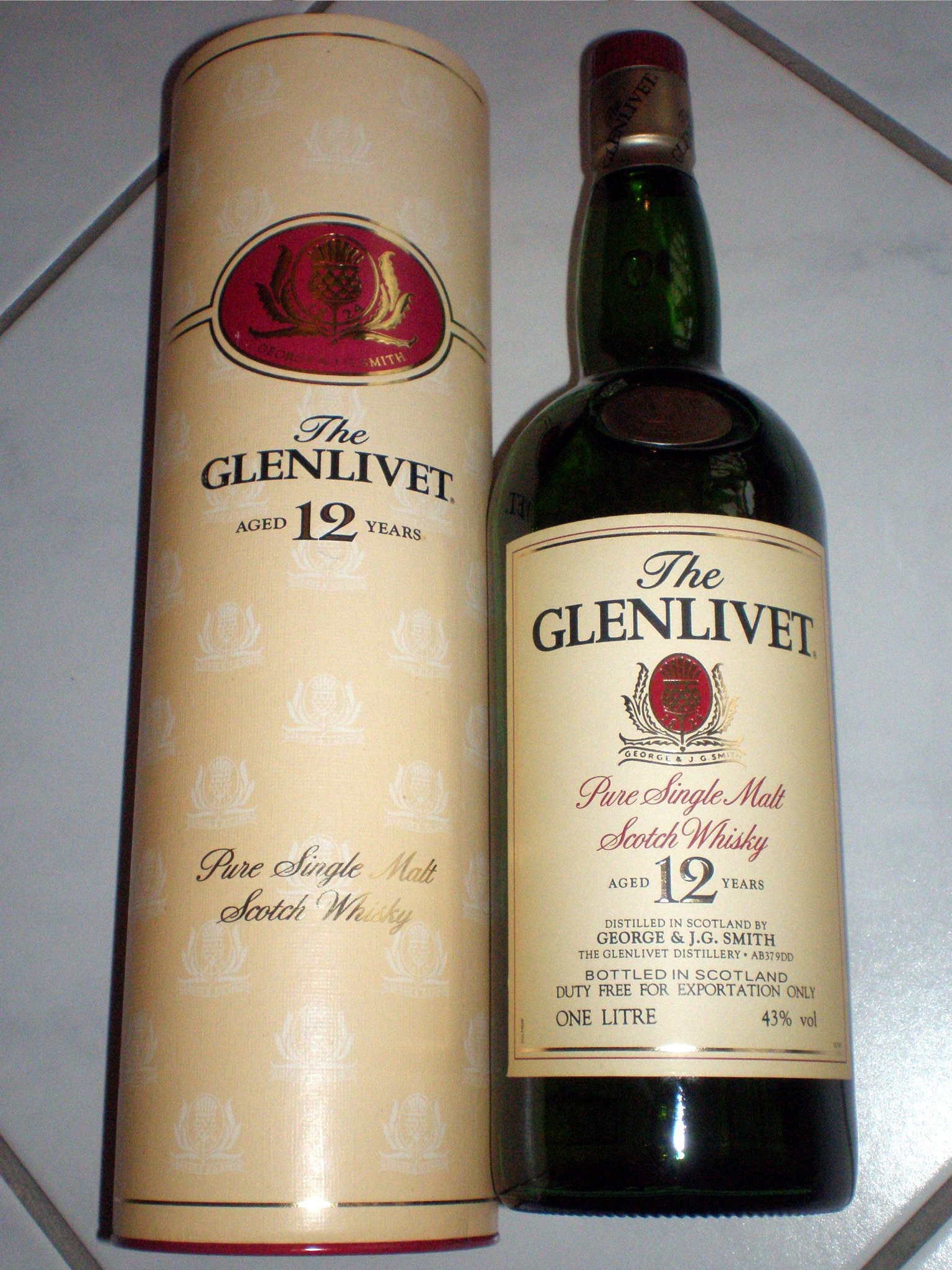
12 Jahre gereifter Glenlivet Single Malt mit Dose aus dem Jahr 1990

Die Brennerei wurde 1824 als erste legale Brennerei nach dem „Act of Excise“ von 1823 von George Smith gegründet, womit die Familie den Unmut der gesamten Gegend auf sich zog, da das illegale Brennen von Whisky eine lange Tradition in dieser Gegend hatte. Durch das neue Recht verschwanden jedoch innerhalb von zehn Jahren die illegalen Brennereien fast vollständig. Die derzeitige Brennerei wurde 1858 errichtet. Im Jahr 1880 erwarben die Smiths das Exklusivrecht für den Namen „The Glenlivet“. 1977 wurde die Brennerei an den amerikanischen Alkoholkonzern Seagram verkauft, der 2001 an Pernod Ricard ging. Die Destillerie verfügt über ein Besucherzentrum und es werden regelmäßig Führungen durch die Anlage angeboten.

## Produktion

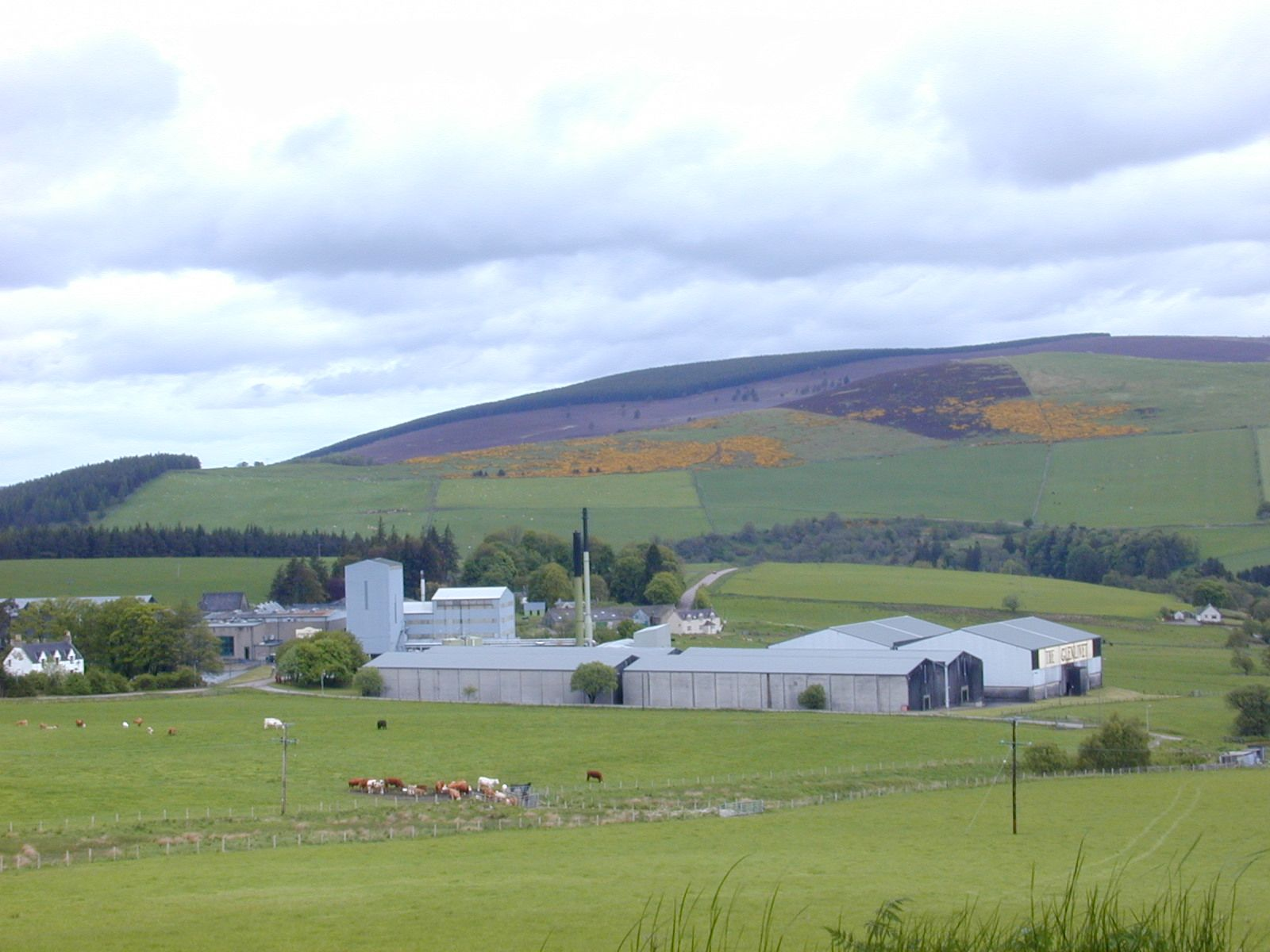
Glenlivet-Brennerei in den Highlands

Das Wasser der zur Region Speyside gehörenden Brennerei stammt aus dem Josie’s Well. Die Destillerie verfügt über einen Maischbottich (11,5 t) und acht Gärbottiche (zusammen 472.000 l). Destilliert wird in vier wash stills (je 15.000 l) und vier spirit stills (je 10.500 l), die durch Dampf erhitzt werden. Mit einem neuen Gebäude kamen dann zusätzlich ein weiterer Maischbottich, sechs Gärbottiche und je drei Stills dazu. Die Kunst der Whiskyherstellung liegt unter anderem in der Wahl der richtigen Fässer für die Zeit der Reifung. Für The Glenlivet werden amerikanische Eichenfässer verwendet, in denen beispielsweise schon Sherry oder Bourbon gelagert wurde und die dem Whisky ihr jeweils eigenes Aroma verleihen. Die Brennblase ist das Herzstück bei der Whiskyherstellung, entscheidend für den Charakter des Whiskys ist dabei die Form. Die vom Gründer George Smith entworfene Laternenform wird heute noch für die Herstellung dieses Whiskys verwendet. Die hohen Brennblasen fördern den Kontakt zwischen Destillat und Kupfer, entfernen Verunreinigungen und ermöglichen eine Vermischung der Aromaelemente.

## Abfüllungen
In Deutschland werden verschiedene Qualitäten vertrieben: The Glenlivet 12, 15 und 18 year old, die Fassstärke-Qualität Nàdurra (mindestens 16 Jahre Reifung) sowie The Glenlivet Archive 21 year old und der 25-jährige XXV sowie der NAS Whisky Founder's Reserve. Wie verschiedene andere Malt Whiskys wird auch The Glenlivet kältegefiltert, um zu verhindern, dass der Whisky bei der Zugabe von Wasser oder Eis trüb wird. Dies trifft nicht auf die Spezialität Nàdurra zu, bei der auf dieses Verfahren verzichtet wird und so das volle Malzaroma erhalten bleibt.

## Trivia
Auf dem Gelände der Brennerei leben etwa 80 ausgewilderte Rentiere.